# Arrondissement
Das Wort Arrondissement [arɔ̃dɪs(ə)ˈmɑ̃ː] ist vom französischen Verb arrondir (dt. abrunden, siehe auch Arrondierung) abgeleitet und dient zur Bezeichnung verschiedener Verwaltungsbezirke in Frankreich, Belgien, Kanada und anderen von Frankreichs Recht beeinflussten Ländern, in einigen Ländern auch als Bezeichnung für Gerichtsbezirke.

## Frankreich

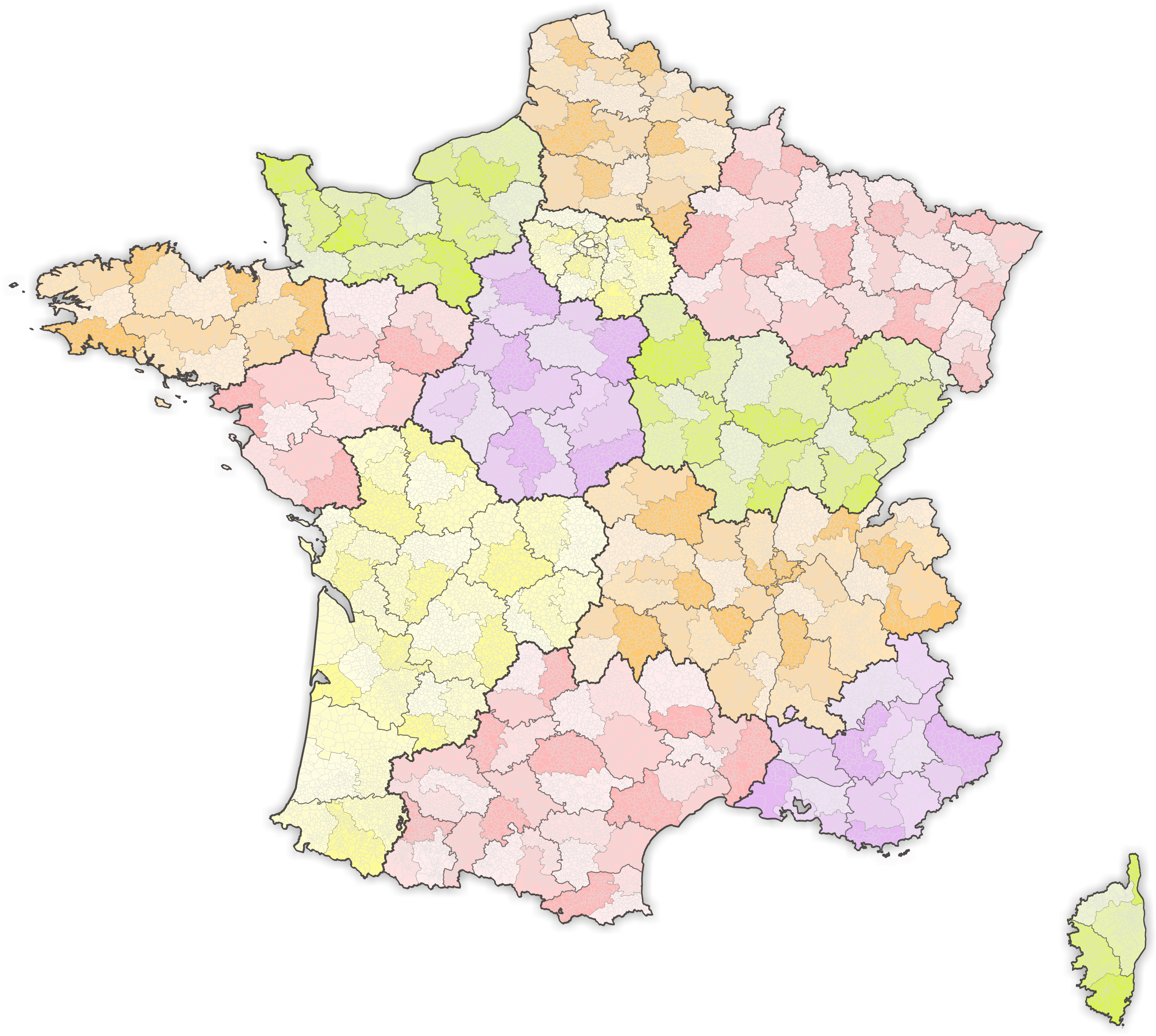
Die französischen Arrondissements (außer Überseegebiete)

### Untergliederung der Départements
Die Départements werden territorial und organisatorisch in Arrondissements untergliedert. Sie entstanden im Jahr 1800 und ersetzten dabei die Distrikte. Von der Größe her entsprechen sie den deutschen Landkreisen.
Der Hauptort (chef-lieu) eines Arrondissements ist zugleich Sitz der zuständigen Verwaltungsbehörde, der Unterpräfektur (sous-préfecture) mit dem Unterpräfekten (sous-préfet) an der Spitze. Sie sollen den Präfekten bei der Wahrnehmung der Interessen des Zentralstaats vor Ort unterstützen. Die Verwaltung des Arrondissements, in dem der Hauptort des Départements liegt, wird vom Präfekten (also ohne eigenen Unterpräfekten) geleitet.
Bis 1814 gab es im damals französischen, heutigen linksrheinischen Deutschland vier Départements, die wie folgt in Arrondissements untergliedert waren:
- Département de la Sarre
  - Arrondissement de Trèves (Trier)
  - Arrondissement de Birkenfeld
  - Arrondissement de Prum (Prüm)
  - Arrondissement de Sarrebruck (Saarbrücken)
- Département de la Roer
  - Arrondissement d’Aix-la-Chapelle (Aachen)
  - Arrondissement de Clèves (Kleve)
  - Arrondissement de Cologne (Köln)
  - Arrondissement de Crévelt (Krefeld)
- Département de Rhin-et-Moselle
  - Arrondissement de Coblence (Koblenz)
  - Arrondissement de Simmern
  - Arrondissement de Bonn
- Département du Mont-Tonnerre
  - Arrondissement de Mayence (Mainz)
  - Arrondissement de Kayserslautern (Kaiserslautern)
  - Arrondissement de Spire (Speyer)
  - Arrondissement de Deux-Ponts (Zweibrücken).

Des Weiteren gab es im Département Forêts zwei Arrondissements, deren Kantone zum Teil auf dem Gebiet der heutigen Bundesrepublik Deutschland lagen:
- - Arrondissement de Bitbourg (Bitburg)
  - Arrondissement de Diekirch (Luxemburg)

### Untergliederung von Gemeinden
Die Gemeinden mit Sonderstatus Paris, Marseille und Lyon sind in Stadtbezirke (arrondissements municipaux) eingeteilt.
- Arrondissement (Paris)
- Arrondissements von Lyon
- Arrondissements von Marseille

## Arrondissement als Verwaltungsbezirk in weiteren Staaten

### Belgien

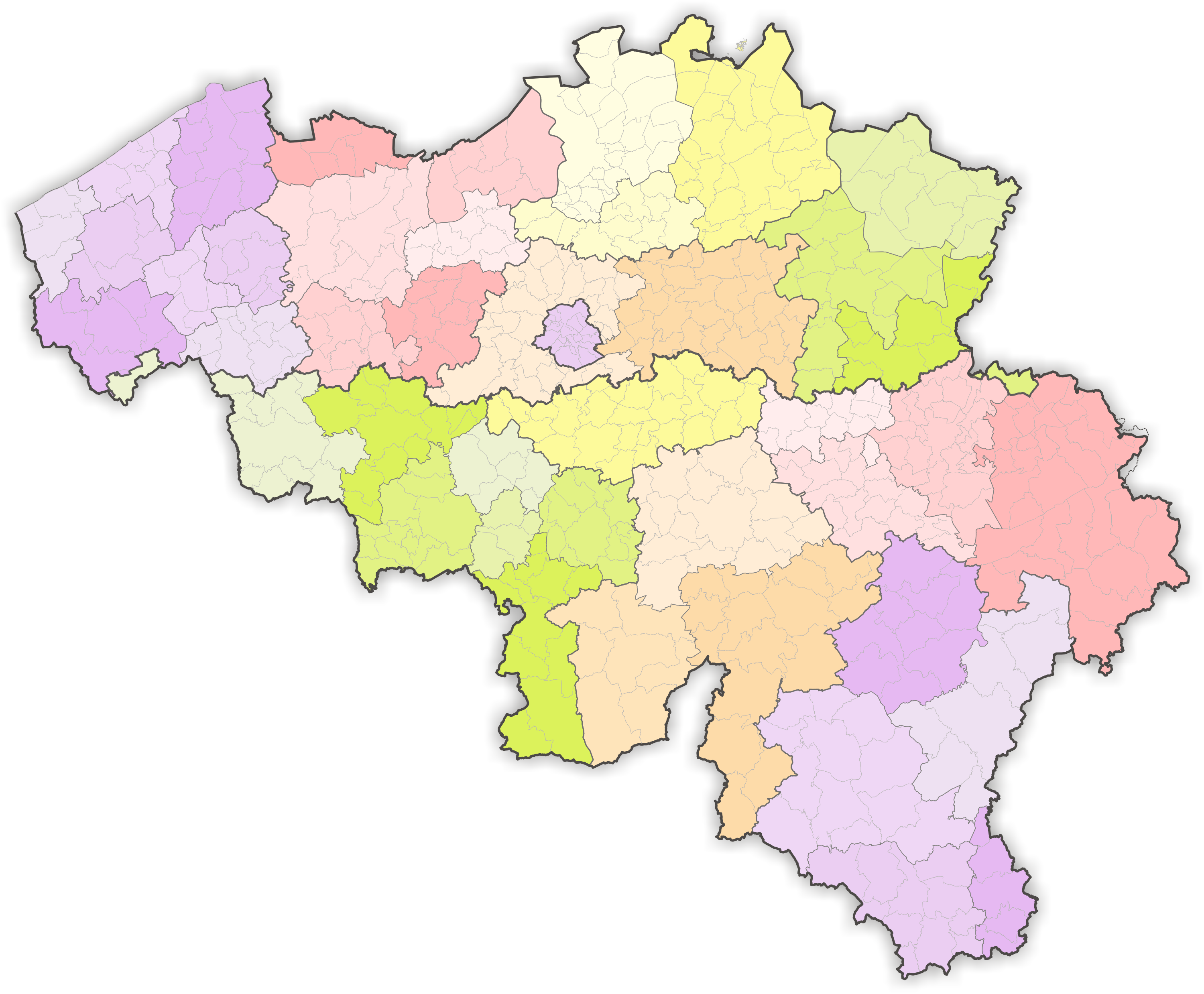
Die belgischen Arrondissements

Die zehn belgischen Provinzen, die auf frühere französische Départements zurückgehen, sind in 43 Bezirke als Teil der mittleren Verwaltungsstruktur eingeteilt, die auf Niederländisch arrondissementen und auf Französisch arrondissements genannt werden.

### Burkina Faso
In Burkina Faso sind z. B. die Städte Ouagadougou und Bobo-Dioulasso in Arrondissements aufgeteilt.

### Haiti
Die 10 Départements von Haiti sind in 41 Arrondissements untergliedert.

### Kanada (Québec)
Ebenso sind einige Städte in Québec in Arrondissements aufgeteilt. Dies sind Montreal (siehe Arrondissements von Montreal), Gatineau, Québec, Saguenay, Longueuil und Sherbrooke.

### Marokko
In Marokko sind die Städte Casablanca, Fès, Rabat, Marrakesch, Meknès und Tanger in Arrondissements aufgeteilt.

### Niger
Die Republik Niger war von 1964 bis 1998 nach französischem Modell in Départements und Arrondissements gegliedert. Seit 2010 werden die Stadtbezirke von Niamey, Maradi, Tahoua und Zinder als Arrondissements bezeichnet.

### Senegal
Die territoriale und organisatorische Verwaltungsgliederung Senegals gestaltet sich weitgehend nach dem Vorbild Frankreichs, der früheren Kolonialmacht, und kennt ebenfalls Regionen, Départements und Arrondissements.

### Tunesien
In Tunesien wird lediglich die Hauptstadt Tunis in fünfzehn Arrondissements gegliedert.

### Zentralafrikanische Republik
In der Zentralafrikanischen Republik wird lediglich die Hauptstadt Bangui in acht Arrondissements gegliedert.

## Arrondissement als Gerichtsbezirk

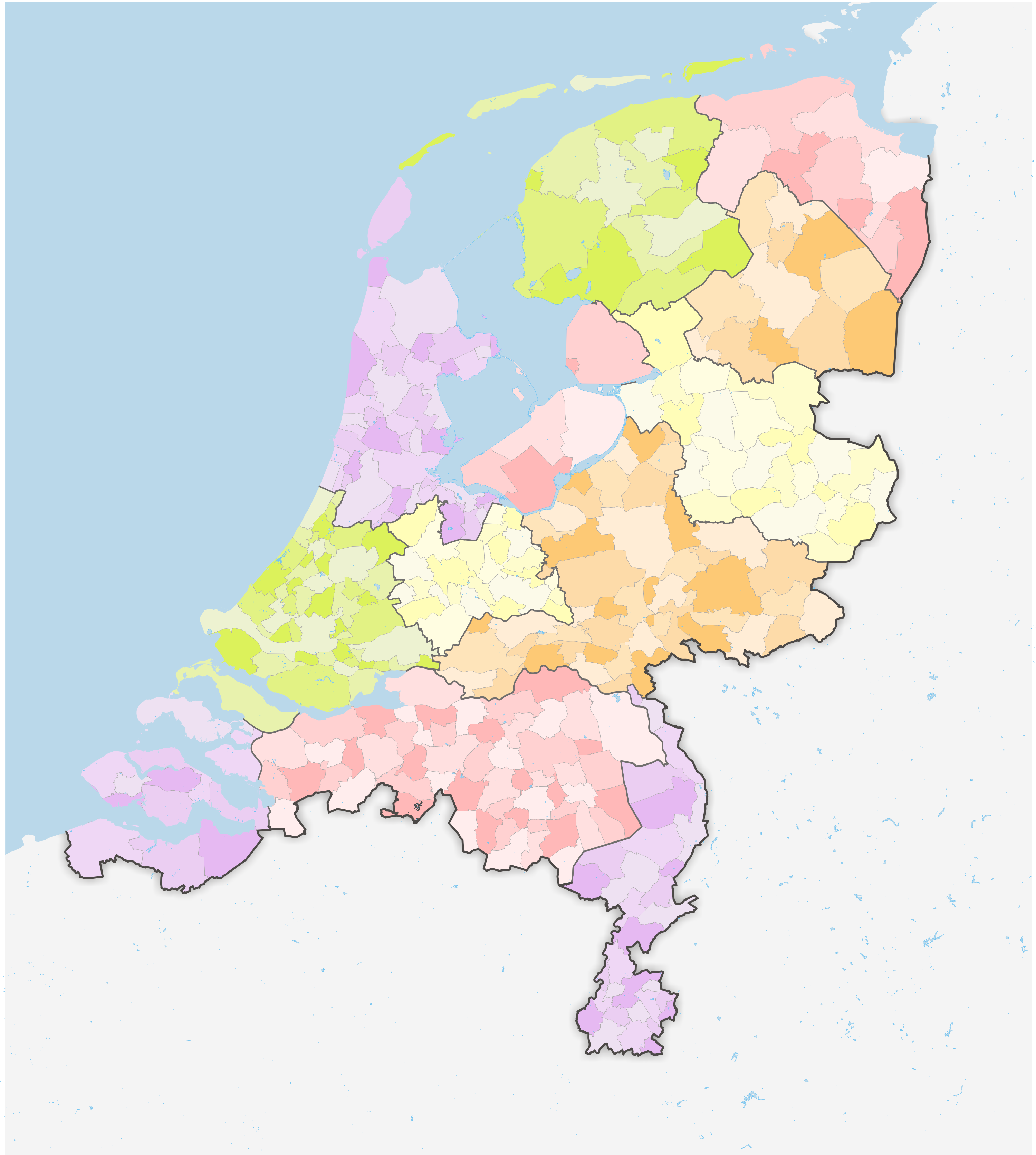
Arrondissements in den Niederlanden, 2025

### Niederlande
In den Niederlanden ist ein Arrondissement ein Sprengel eines Gerichts der 2. Stufe (also etwa wie ein deutscher Landgerichtsbezirk). Seit 2013 sind die Niederlande in elf Arrondissements gegliedert.

### Schweiz
Die Kantone Waadt (Vaud), Wallis (Valais) und Freiburg (Fribourg) sind in Arrondissements aufgeteilt, welche als Gerichtsbezirke dienen.

### Belgien
Neben den oben genannten Verwaltungsbezirken sind die belgischen Provinzen auch in Gerichtsbezirke unterteilt, seit 2014 insgesamt 12, die auf Französisch arrondissement judiciaire heißen.